# Cantina
Cantina ist ein Song des deutschen EDM-Produzenten und DJs Bastian Van Shield in Zusammenarbeit mit dem deutschen Housemusik-Duo Spencer & Hill. Es basiert auf einem Thema der Filmmusik zum Science-Fiction-Film Star Wars (Krieg der Sterne).

## Hintergrund

### Komposition und Mixing
Die Vorlage des Tracks stellt die Filmmusik zum Science-Fiction-Film Star Wars dar. Verwendet wurde für den Track das Thema der „Mos Eisley Cantina“, das von der so genannten „Cantina Band“ gespielt wird. Komponiert wurde die Melodie ursprünglich vom US-amerikanischen Komponisten John Williams. Für den Remix wurde die originale Aufnahme übernommen und von den Produzenten Manian, Manuel Schleis und Bastian Van Shield mit einem Beat unterlegt. Zudem wurden verschiedene Töne aus dem gesamten Film, unter anderem das Piepen von R2D2, hinzugefügt.

### Veröffentlichung & Single-Cover
Cantina wurde am 3. Dezember 2010 als CD und Download veröffentlicht. Erschienen ist der Track über das deutsche Dance-Label Kontor Records sowie Manians eigenes Plattenlabel Zooland Records. Auf dem Single-Cover ist neben dem Spencer-&-Hill-Logo, auf dem die beiden DJs als mäuseähnliche Figuren zu sehen sind, auch Van Shield als Comicfigur abgebildet. Im Hintergrund sieht man den Todesstern, und der Titel Cantina ist im Star-Wars-Schriftstil geschrieben.

## Musikvideo
Das offizielle Musikvideo von Cantina wurde am 3. November 2010 auf den offiziellen YouTube-Account des Plattenlabels Kontor Records hochgeladen. Auch dies basiert auf der Star-Wars-Geschichte. Es beginnt mit einer kleinen Gruppe junger Kinder, die auf einem Schrottplatz spielen. Auf einmal kommt ein kleines Objekt von Himmel geflogen. Als es auf der Erde ankommt, öffnet es sich und in den Kindern bricht ein Star-Wars-Wahn aus. Sie verkleiden sich im Stil der Jedi-Ritter, Droiden, und verschiedenen Star Wars Charakteren, wie Darth Vader und Luke Skywalker. In den Verkleidungen spielen Szenen nach und verwenden alte Autos als Raumschiffe. Das Video endet, ähnlich wie der vierte Teil, in dem die Prinzessin Leia Luke Skywalker und Han Solo ehrt. Das Musikvideo wurde nach eineinhalb Jahren eine halbe Million Mal aufgerufen.

## Versionen und Remixe
Auf der Single sind insgesamt sieben verschiedene Remixe zu finden. Anzumerken ist hierbei, dass es zum einen eine Endversion gibt, die Manian, Manuel Schleis alias Spencer & Hill und Bastian Van Shield als offizielle Interpreten gemixt haben als auch einzelne Überarbeitungen der DJs Solo, das heißt zum einen eine Endversion von Van Shield, sowie von Spencer & Hill allein.
| #  | Version / Remix                    | Länge |
| -- | ---------------------------------- | ----- |
| 1. | Video Edit                         | 2:50  |
| 2. | Spencer & Hill Mix                 | 6:06  |
| 3. | Bastian Van Shield                 | 6:39  |
| 4. | William Hawk & Chico del Mar Remix | 5:02  |
| 5. | Ahmed Sendil Remix                 | 6:53  |
| 6. | Rene Rodrigezz Remix               | 5:51  |
| 7. | Mash-Up Mix                        | 5:03  |